# Ладрон Иньигес
Ладрон Иньигес, также известен как Ладрон Наварро (? — 1155) — крупный наваррский дворянин во время правления Гарсии Рамиреса (1134—1150), сыгравший важную роль в вступлении на престол последнего. Он регулярно получает титул графа (comes), самый высокий ранг в королевстве, после 1135 года. Он записан в исторических документах под титулом princeps Navarrorum (принц Наваррский). С 1124 по 1155 год Ладрон был фактическим правителем Страны Басков (Эушкади).

## Биография
Ладрон блыл старшим сыном Иньиго Веласа (? — 1129) и Ауреи Хименес. Его родство с семьей Вела предполагается на основе ономастики, поскольку его отец предположительно является младшим братом Ладрона Веласа. Возраст ладрона может быть оценен только по свидетельству его сыновей Велы и Лопе в хартии 1135 года, и к этому моменту они, должно быть, были подростками.
Согласно «Хроники де Сан-Хуан-де-ла-Пенья», инициатива возвести Гарсию на королевский трон после смерти Альфонсо Воителя принадлежала епископу Памплоны Санчо де Ларросе и нескольким магнатам королевства, среди которых первым был Ладрон. Уже в августе 1134 года Ладрон Иньигес появляется первым после короля и королевы (Маргарита де Л’Эгль), свидетельствуя о королевском пожертвовании собору Санта-Мария-де-Памплона. В 1135 году Ладрон был среди трех наваррских знатных домов, которые в Вадолуэнго (Ведадолуэнго) безуспешно пытались договориться о мире с королем Рамиро II Арагонским, который претендовал на Наварру. После этого Гарсия сделал Ладрона графом Памплоны (графом в Памплоне) в тот же день, когда он окрестил и облагородил многих в том же городе, готовясь к войне с Арагоном, которая так и не началась.

## Правление Страной Басков
В 1135 году король Наварры Гарсия подтвердил права и привилегии епархии Памплоны по совету своих магнатов, среди которых Ладрон (род Латро) назван первым. 2 ноября 1137 года Ладрон Иньигес стал свидетелем пожертвования короля Леона Альфонсо VII Сан-Миллан-де-ла-Коголья. В 1140 году Альфонсо вторгся в Наварру, включая земли Ладрона Иньигеса. Согласно Хронике Альфонсо Императора, он вторгся во владения короля Наварры Гарсии. Во время вторжения были взяты несколько замков, некоторые из них принадлежали графу Ладрону Наварро. Последний был самым знатным и могущественным сеньоров при дворе короля Гарсии. Граф Ладрон вынужден принести вассальную присягу на верность королю Кастилии и Леона Альфонсо VII.
История баскских сеньорий в начале XII века очень туманна. Бискайя, Гипускоа и Алава находились в руках Диего Лопеса I де Аро, вассала королевы Урраки Кастильского, вплоть до 1124 года, когда его лишил власти Альфонсо Воитель. Ладрон Иньигес появляется как граф Алавы в 1131 году, когда его отец был еще жив, и он владел всеми тремя баскскими владениями (Алава, Бискайя и Гипускоа) как вассал короля Наварры в 1135—1147 годах. Он также упоминается как сеньор де Аракила, Легина и Эстибалиса. Все эти земли находились под сюзеренитетом Гарсии, хотя эти баскские провинции демонстрировали высокую степень автономии. Он был сеньором Гевары и основателем ветви его семьи Ладрон де Гевара.
В сентябре 1136 года Альфонсо VII назначил его губернатором Вигеры, что, возможно, прервало его правление в баскских провинциях, во время которого его сын Вела, возможно, правил вместо него. В период около 1140—1147 годов он снова появляется в Стране Басков, а где-то после февраля 1140 года он появляется во владении Айбар. С 1143 года он покровительствовал монастырю Сан-Мигель-де-Аралар.

## Легенды
Согласно апокрифической истории, сообщенной Эстебаном де Гарибай в его Ilustraciones Genealógicas de los Catholicos Reyes de las Españas, когда король Наварры Гарсия VI создал двенадцать пэров в Наварре в подражание двенадцати пэрам Франции, Ладрон Иньигес был первым среди них. Также согласно Гарибаю, Ладрон принял участие в отвоевании Туделы в 1114 году . История о том, как он основал в 1149 году майорат в Оньяте (который якобы завещал своему сыну) вместе со своей женой Терезой, дочерью виконта Суле и Молеона, также является апокрифической.